# Acromantis lilii
Acromantis lilii es una especie de mantis de la familia Hymenopodidae.

## Distribución geográfica
Se encuentra en Java y las Islas Filipinas.